# Los Lobos (Texas)
Los Lobos es un lugar designado por el censo ubicado en el condado de Zapata en el estado estadounidense de Texas. En el Censo de 2010 tenía una población de 9 habitantes y una densidad poblacional de 24,47 personas por km².

## Geografía
Los Lobos se encuentra ubicado en las coordenadas 26°36′24″N 99°9′41″O / 26.60667, -99.16139. Según la Oficina del Censo de los Estados Unidos, Los Lobos tiene una superficie total de 0.37 km², de la cual 0.37 km² corresponden a tierra firme y (0%) 0 km² es agua.

## Demografía
Según el censo de 2010, había 9 personas residiendo en Los Lobos. La densidad de población era de 24,47 hab./km². De los 9 habitantes, Los Lobos estaba compuesto por el 100% blancos, el 0% eran afroamericanos, el 0% eran amerindios, el 0% eran asiáticos, el 0% eran isleños del Pacífico, el 0% eran de otras razas y el 0% pertenecían a dos o más razas. Del total de la población el 0% eran hispanos o latinos de cualquier raza.